# Marleen Vanderpoorten
Marleen Vanderpoorten, née le 21 juillet 1954 à Lierre et fille de l'ancien ministre Herman Vanderpoorten (en), est une femme politique belge flamande, membre du OpenVLD.
Elle est licenciée en histoire.

## Fonctions politiques
- 1989-     Conseillère communale à Lierre
- 1989-1994 Échevine à Lierre
- 1995-     Bourgmestre de Lierre
- 1987-1991 conseillère provinciale d'Anvers
- 1999-2004 Ministre flamande de l'Enseignement et de la Formation
- 2006-     Présidente du Parlement flamand
- 1995-1999 Membre du Parlement flamand
- 2004-2014 Membre du Parlement flamand

## Distinctions
- Commandeur de l'Ordre de Léopold